# Plac Jakuba Wujka w Szczecinie

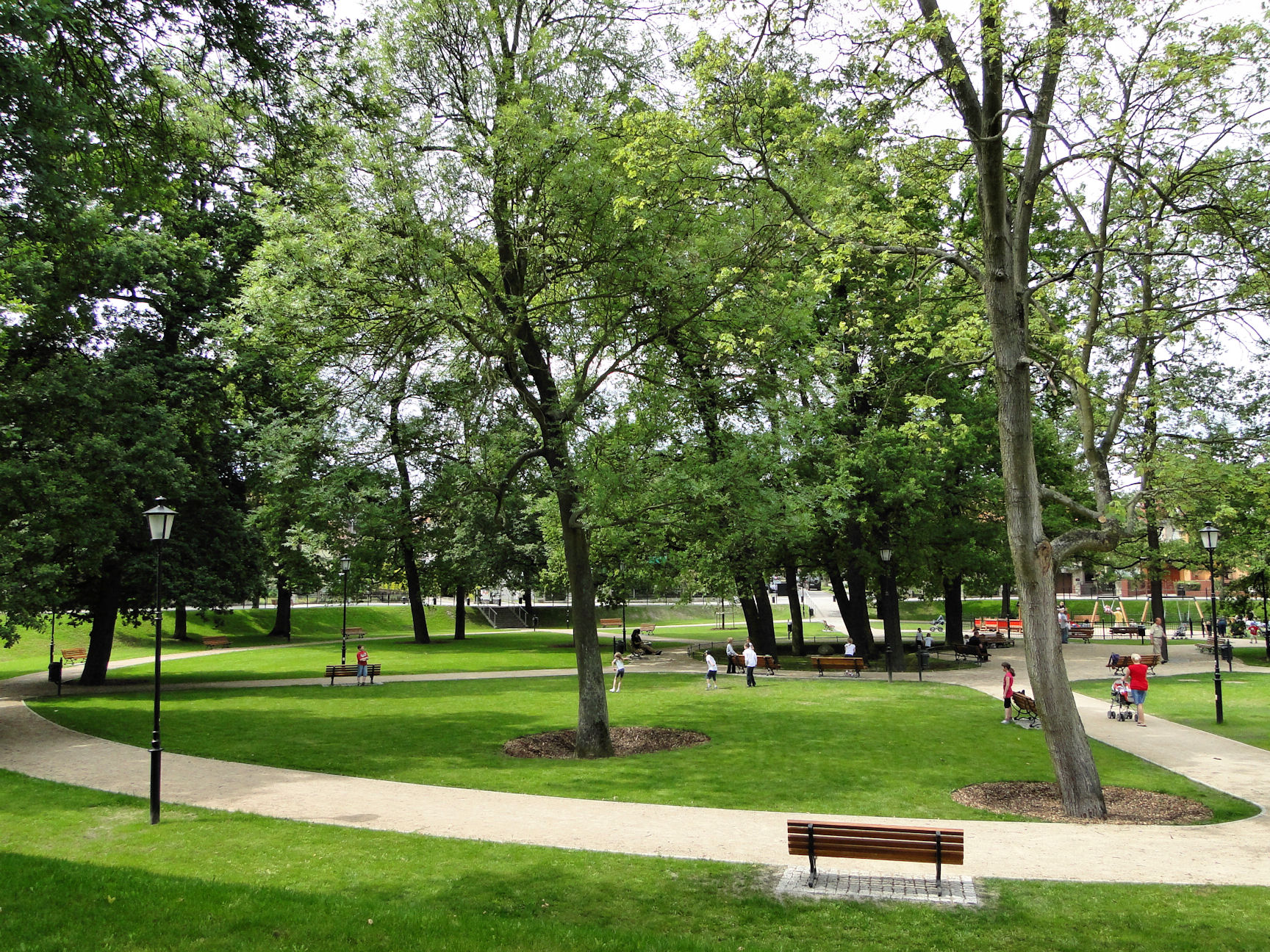
Plac Jakuba Wujka (część zachodnia, 2010 r.)

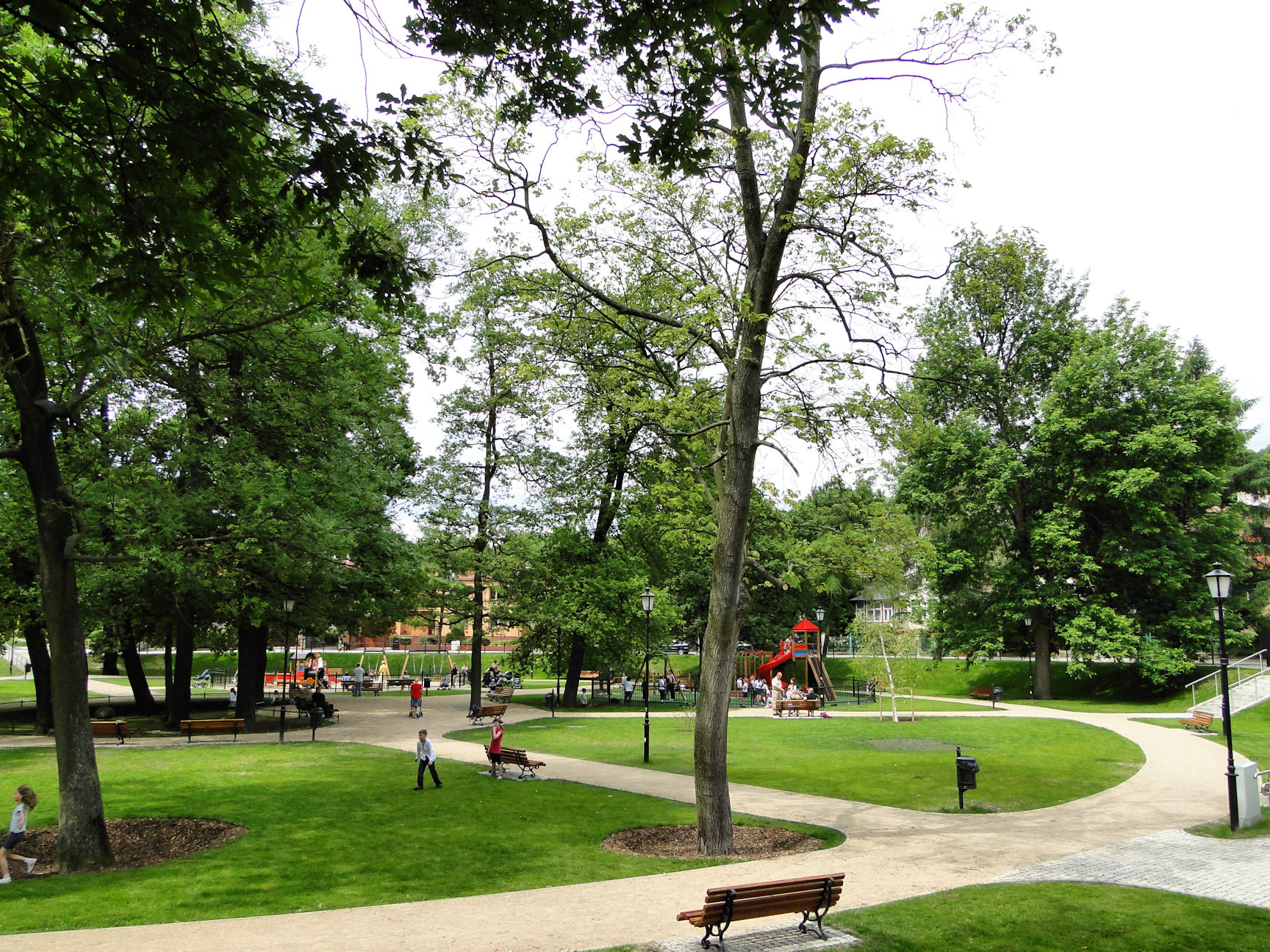
Plac Jakuba Wujka (część wschodnia, 2010 r.)

Plac Jakuba Wujka – rozległy plac na szczecińskim Pogodnie. Otoczony willami o zróżnicowanej architekturze, jest obecnie miejscem rekreacji i wypoczynku okolicznych mieszkańców. Na jego terenie znajdują się dwa place zabaw.

## Historia
Plac został wytyczony w latach dziewięćdziesiątych XIX w. jako centralny punkt zaprojektowanego i zrealizowanego przez spółkę akcyjną Westend Stettin osiedla Neu Westend. Spółką kierował Johannes Quistorp. Na jego cześć plac nazwano Johannes Platz. W momencie budowy osiedle leżało tuż poza granicami miasta, co było korzystne dla inwestora ze względu na niższe podatki i opłaty lokalne. 
Osiedle było dobrze skomunikowane z centrum miasta - w pobliżu przebiegał główny trakt w kierunku Tanowa (dzisiejsza Aleja Wojska Polskiego), a niedaleko znajdował się przystanek kolejowy (obecnie Szczecin Łękno). Osiedle posiadało własną elektrownię oraz sieć wodociągowo-kanalizacyjną.
Na placu zbiega się w niesymetrycznym układzie pięć ulic. Każda z nich otrzymała pierwotnie imię jednego z członków rodziny Quistorpów. Nazwy te uległy zmianie po 1910 r., kiedy to teren osiedla został włączony do miasta. 
Wokół kolistego placu w pierwszych latach XX w. rozpoczęto budowę zróżnicowanych architektonicznie willi, z których większość przetrwała do dziś. 
W latach 2009-10 przeprowadzona została gruntowna modernizacja placu. W trakcie prac:
- wymieniono nawierzchnię jezdni i chodników okalającej plac ulicy
- przy wlotach ulic na plac podwyższono powierzchnię jezdni do wysokości chodników
- zainstalowano na placu nowe latarnie o archaizującym wyglądzie
- wymieniono nawierzchnię i częściowo zmieniono przebieg ścieżek na placu
- urządzono dwa place zabaw dla dzieci
- zbudowano dwa podjazdy dla wózków (dziecięcych i inwalidzkich)
- ustawiono nowe ławki, kosze na śmieci oraz tablice informacyjne.

## Zabudowa placu
Budynki znajdujące się przy placu (niektóre z budynków znajdujących się przy placu posiadają numerację dochodzących do placu ulic) mają najczęściej formę reprezentacyjnych willi o znacznej kubaturze i bogatej stylistyce reprezentującej formy neorenesansowe, neobarokowe i modernistyczne. Do najciekawszych realizacji należą:
- willa przy ul. Bałuckiego 1. Budynek powstał w 1902 r., projektantem był Ernst Krause, który zamieszkał (wraz z bratem) w zaprojektowanym przez siebie domu. Willa, stosunkowo niewielka, zwraca uwagę zróżnicowaną bryłą i wielopłaszczyznowymi połaciami dachowymi.
- willa przy ul. Solskiego 3. Jest najbardziej okazałą (obok willi przy pl. Jakuba Wujka 6) budowlą przy placu J. Wujka. Inwestorem i pierwszym właścicielem był hurtownik win Rudolf Krahnstöver. Budynek powstał w 1903 r. według projektu H. Höllinga. W 1914 r. willę rozbudowano od strony ogrodu (proj. Franz Plōtz), a dziesięć lat później przebudowano elewację frontową i główne wejście. Od 1935 do 1945 r. właścicielem willi był handlarz kawą Kurt Rajnott. Willa ma kształt małego zameczku, a urody dodają jej dekoracyjnie opracowane elementy konstrukcji ryglowej. Po wojnie w budynku mieściła się m.in. bursa szkół artystycznych, a obecnie (po kapitalnym remoncie) ma tu swoją siedzibę Wojewódzki Fundusz Ochrony Środowiska i Gospodarki Wodnej.
- willa przy pl. Jakuba Wujka 6. Budynek powstał w 1906 r. dla kupca i radcy rządowego Ernsta Falkenthala według projektu berlińskiej firmy architektonicznej Solf und Wichards. W latach 1924–25 nowy właściciel – Bruno Stillert wybudował w ogrodzie oranżerię. Po II wojnie światowej w budynku mieścił się żłobek, a od 1991 r. znajduje się tu placówka opiekuńczo-rehabilitacyjna (Ośrodek Wsparcia dla Dzieci, Młodzieży i Dorosłych). Bryła budynku jest ciężka i przysadzista, jedynie ściany szczytowe mają bardziej ozdobny charakter z barokizującym portalem wejściowym, ryzalitem mieszczącym klatkę schodową, oraz niesymetrycznie rozmieszczonymi otworami okiennymi. Szczyt tylny został obity gontem.
- willa przy ul. Solskiego 2 została zbudowana w 1907 r. według projektu Rudolfa Gille dla Ernsta von Puttkamera. Ozdobę przysadzistego budynku stanowi umieszczona na wysokości połaci dachowej drewniana galeryjka.

## Zdjęcia

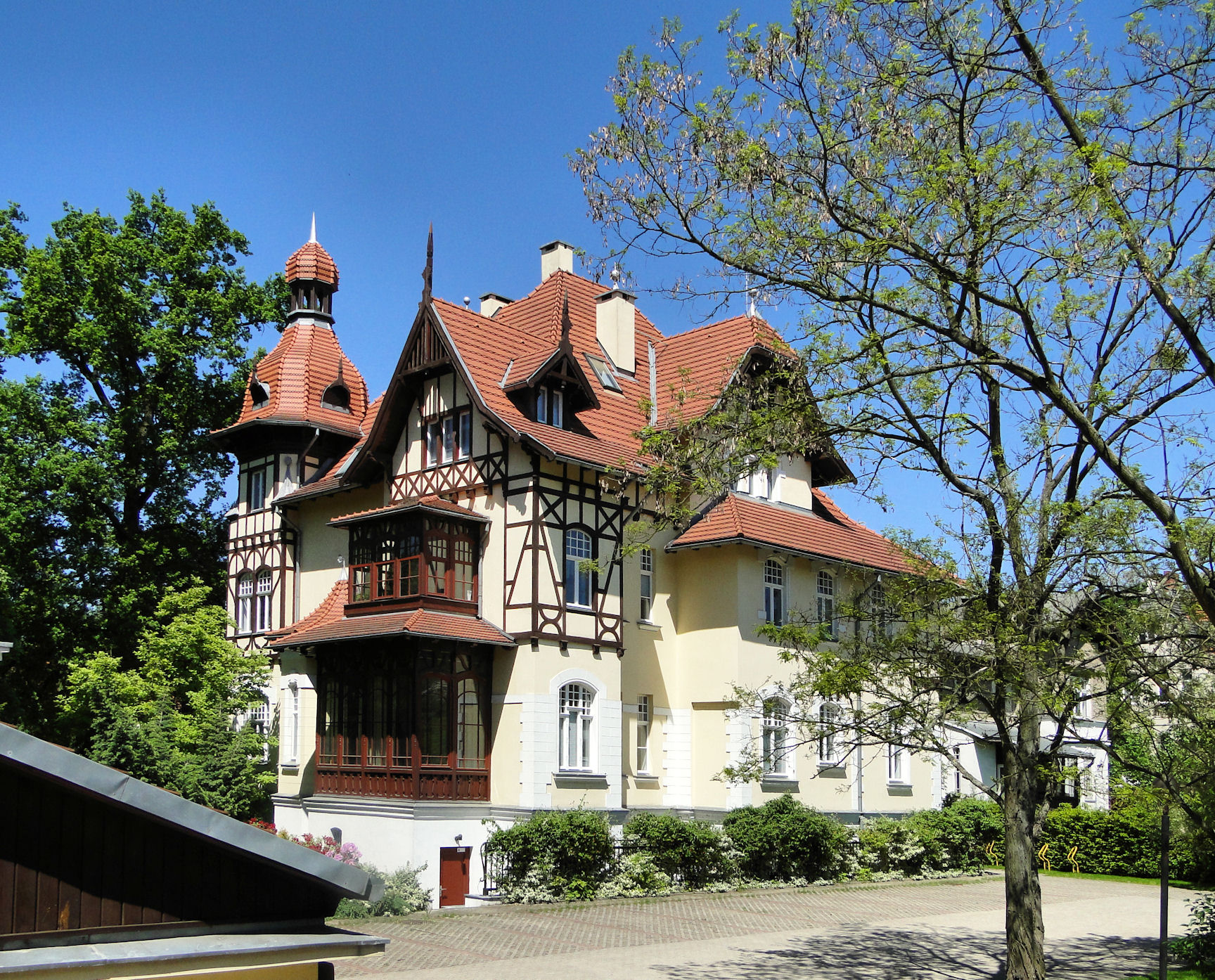
Willa przy ul. Solskiego 3
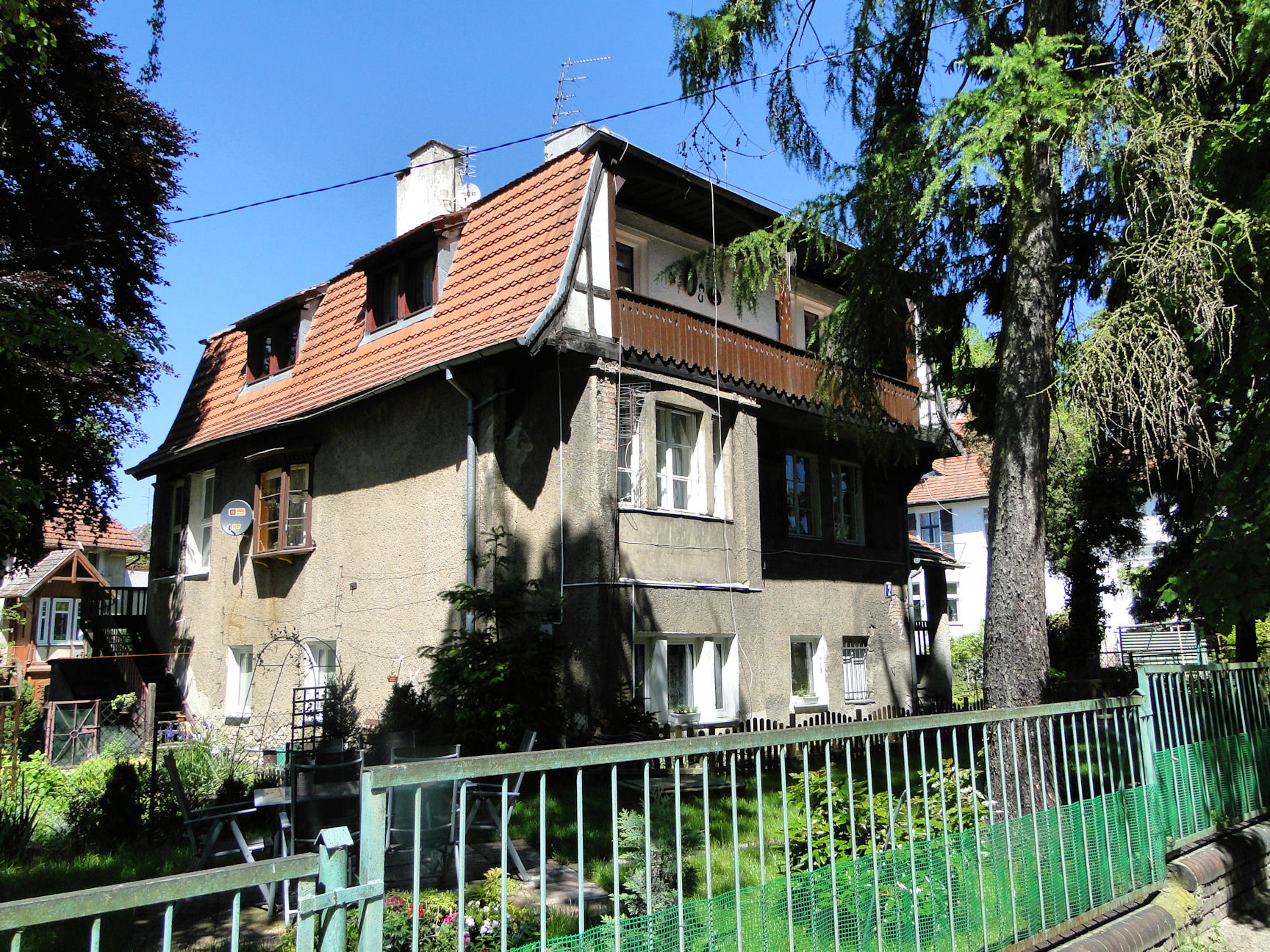
Willa przy ul. Solskiego 2
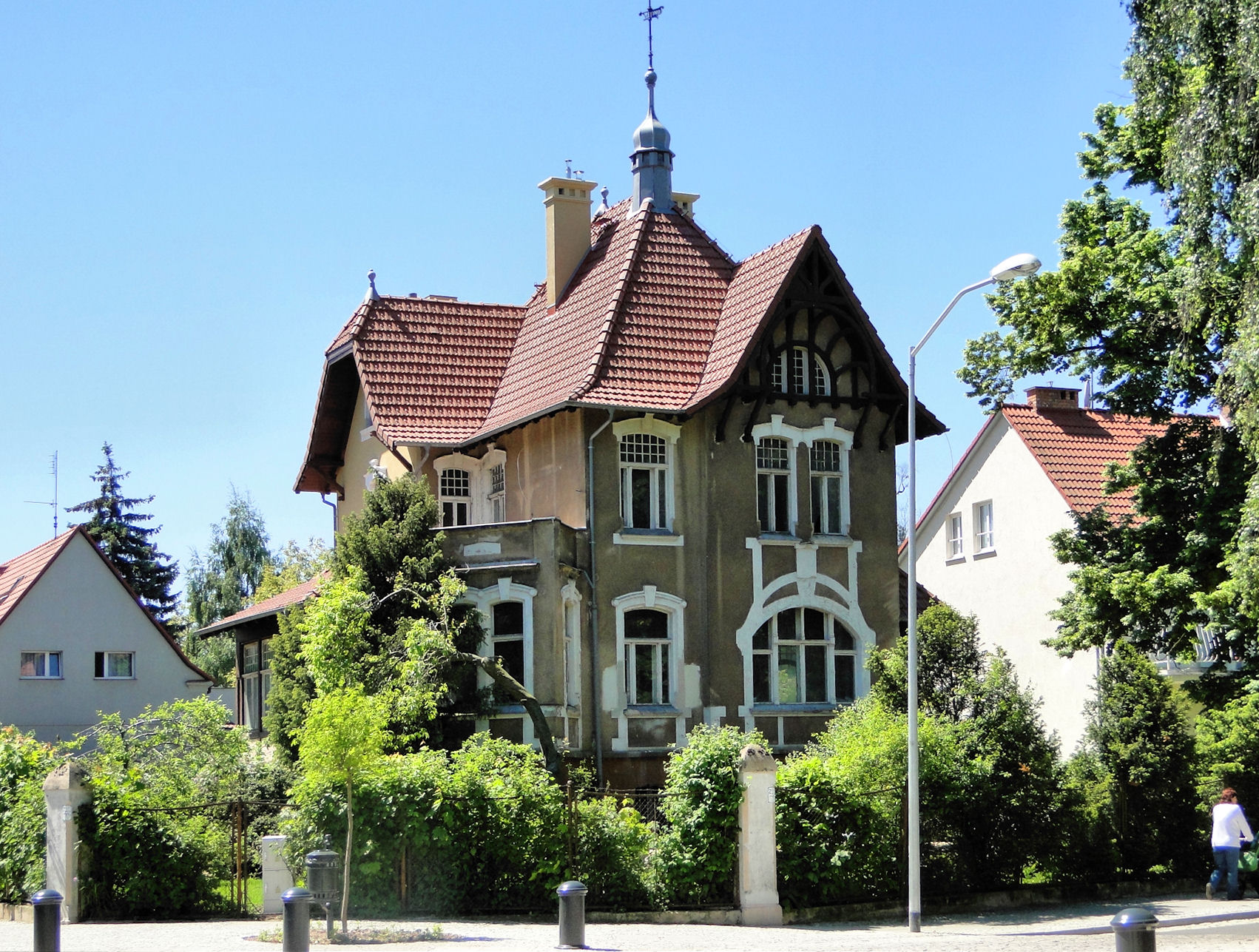
Willa przy ul. Bałuckiego 1
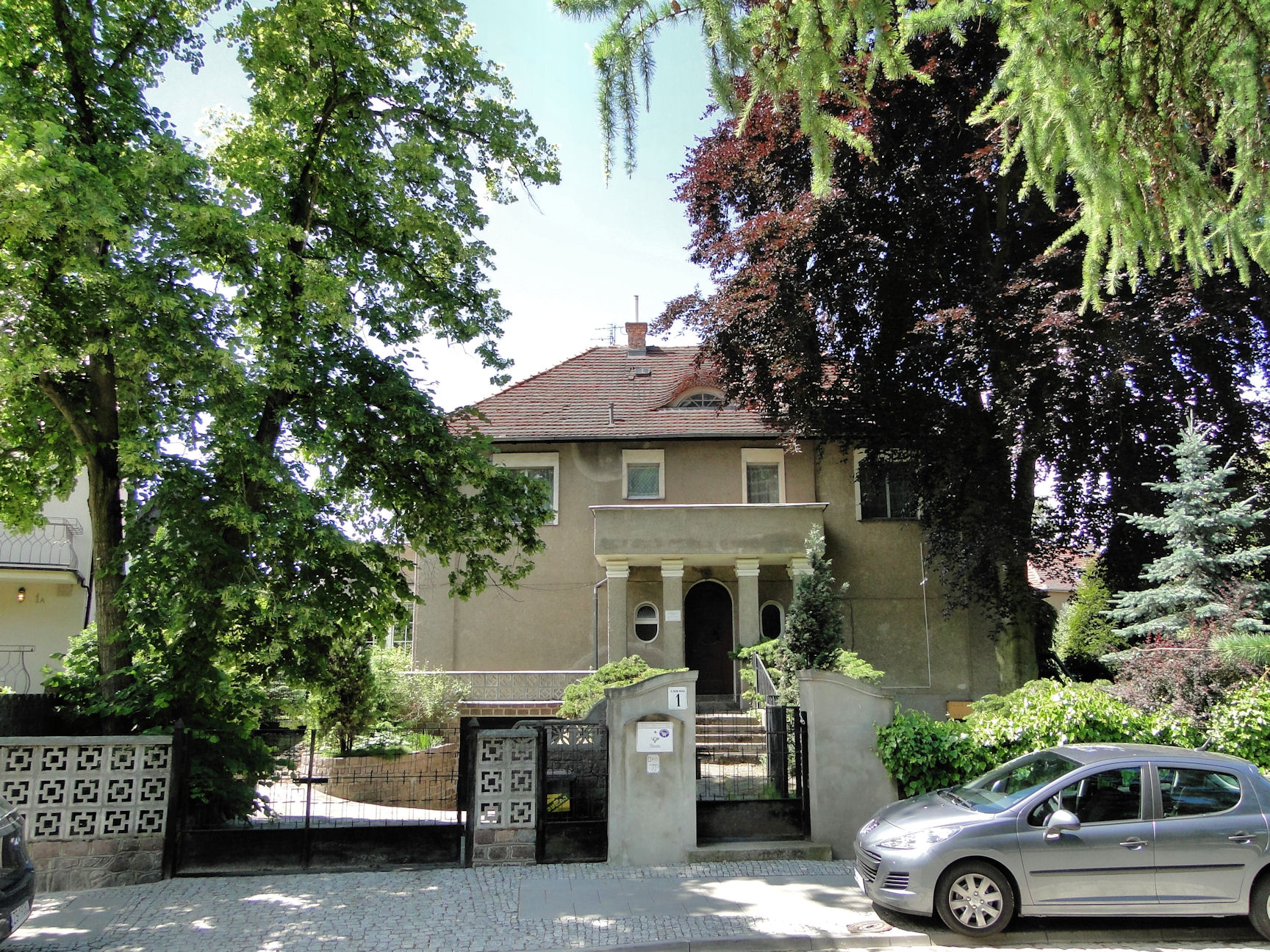
Willa przy pl. Jakuba Wujka 1
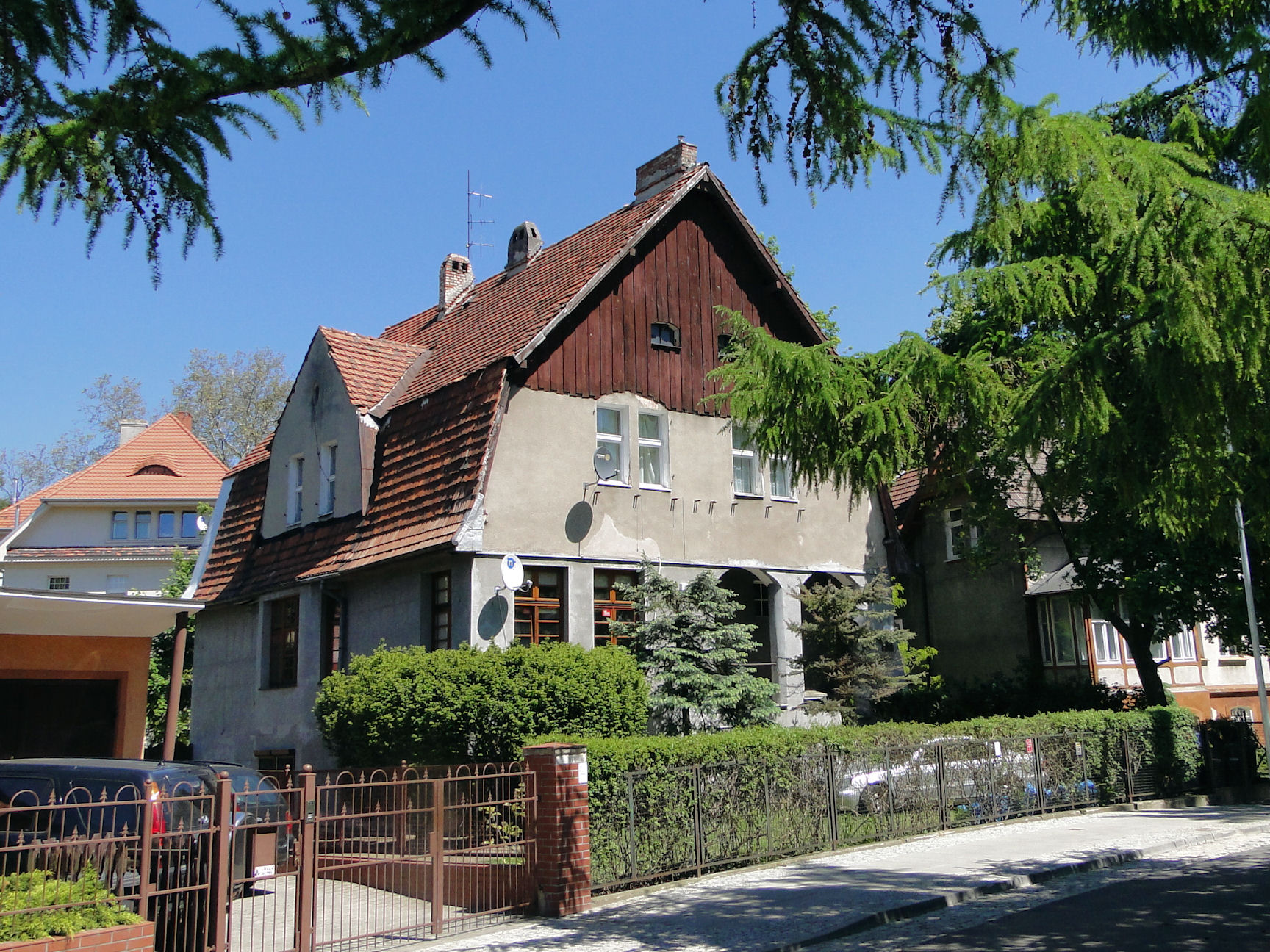
Willa przy pl. Jakuba Wujka 4
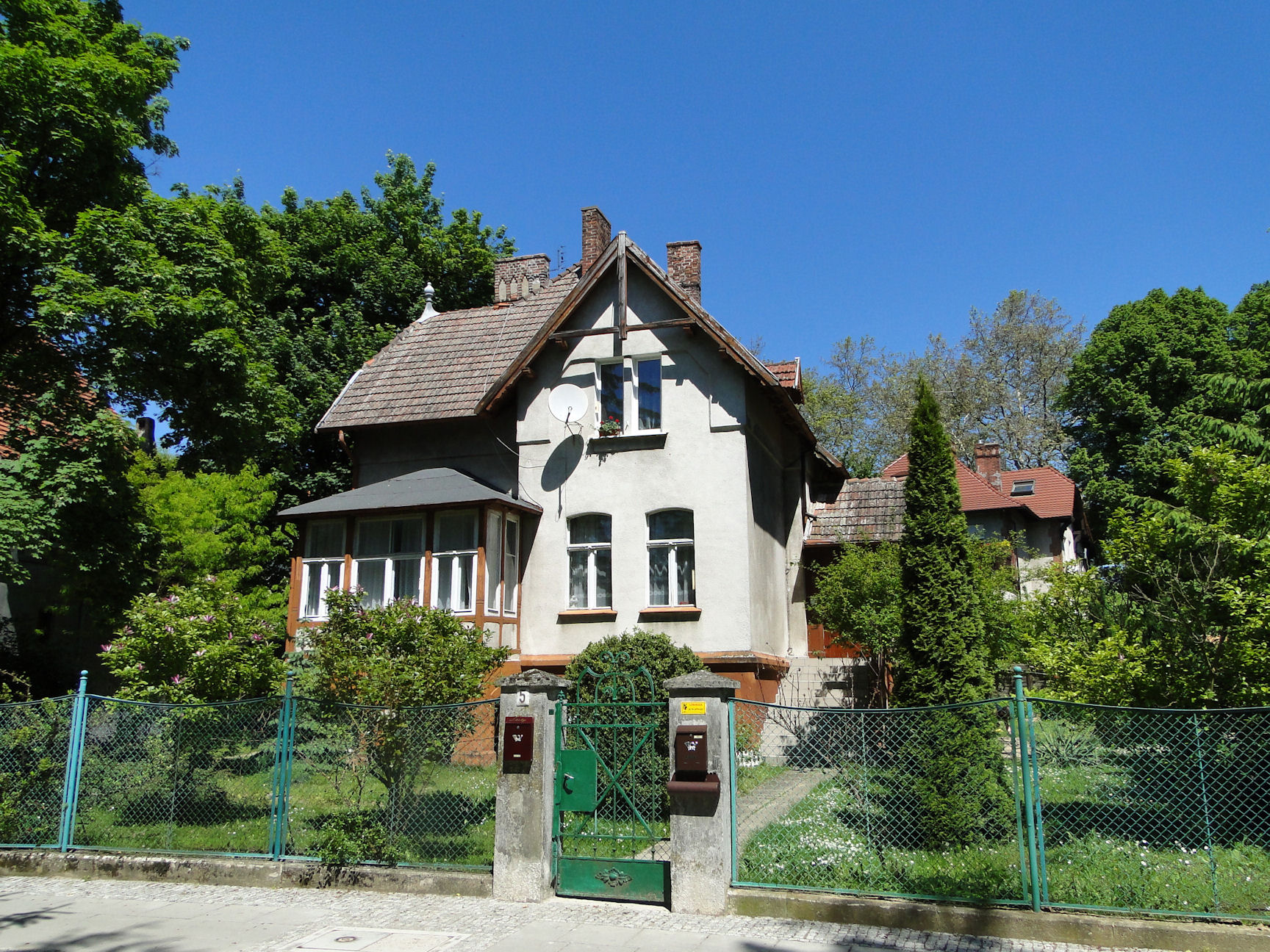
Willa przy pl. Jakuba Wujka 5
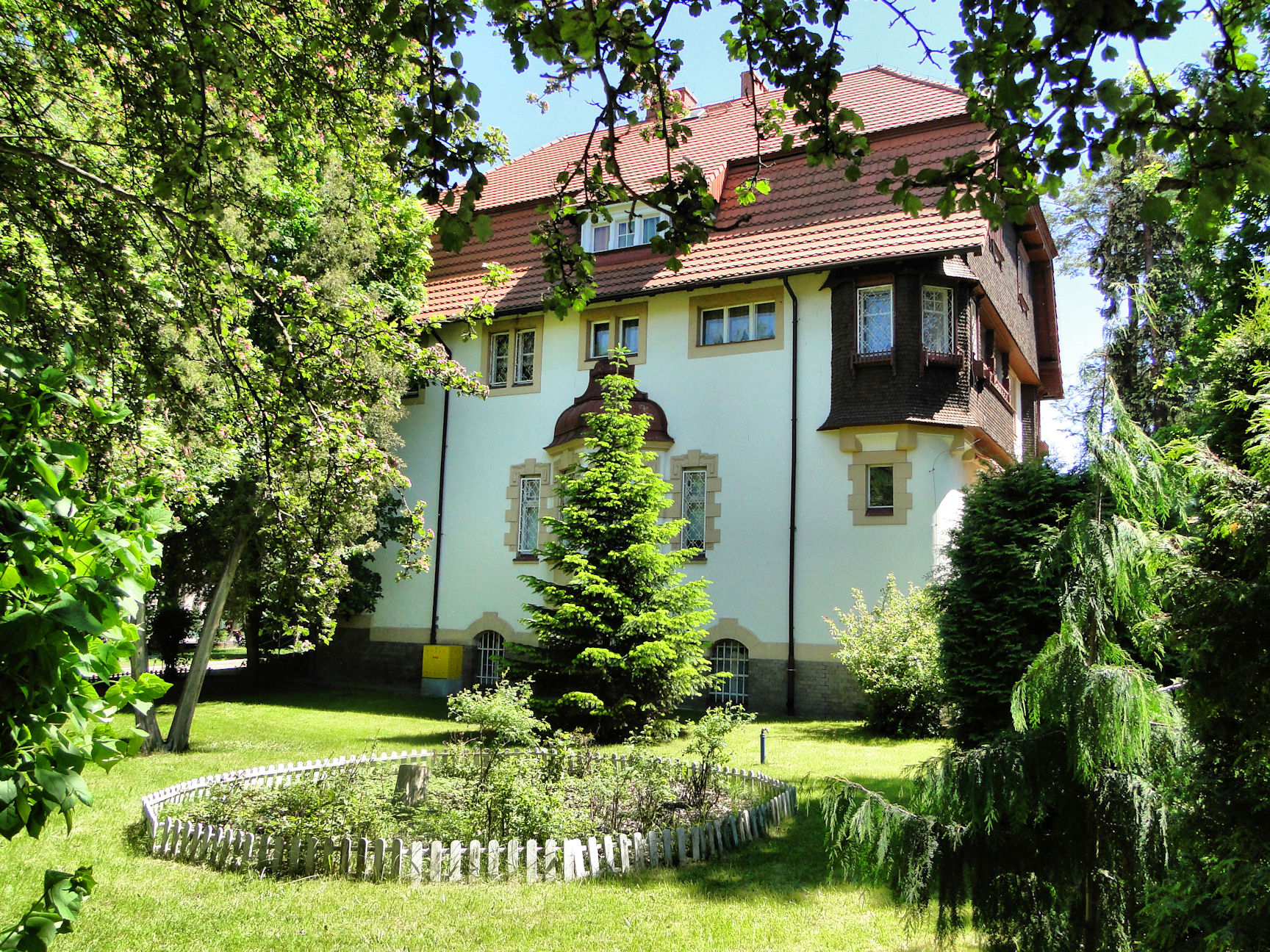
Willa przy pl. Jakuba Wujka 6
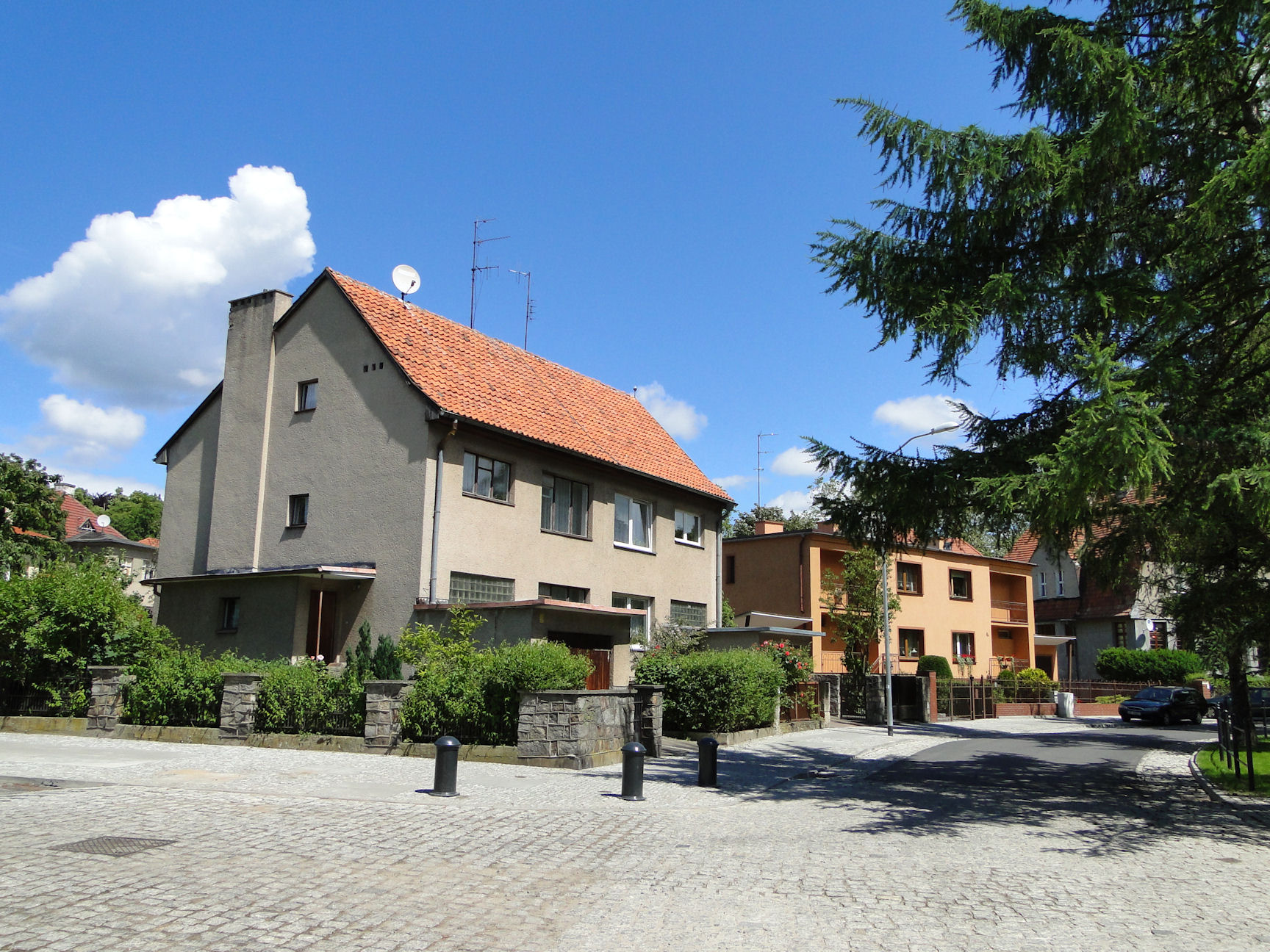
Współczesna zabudowa przy pl. Jakuba Wujka